# Orazio Gentileschi
Orazio Gentileschi, vlastním jménem Orazio Lomi, (9. července 1563, Pisa – 7. února 1639, Londýn) patří mezi významné italské raně barokní malíře. Jako Caravaggiův pokračovatel spojil jeho šerosvit s toskánským smyslem pro barevnost. Byl otcem významné malířky 17. století Artemisie Gentileschiové.

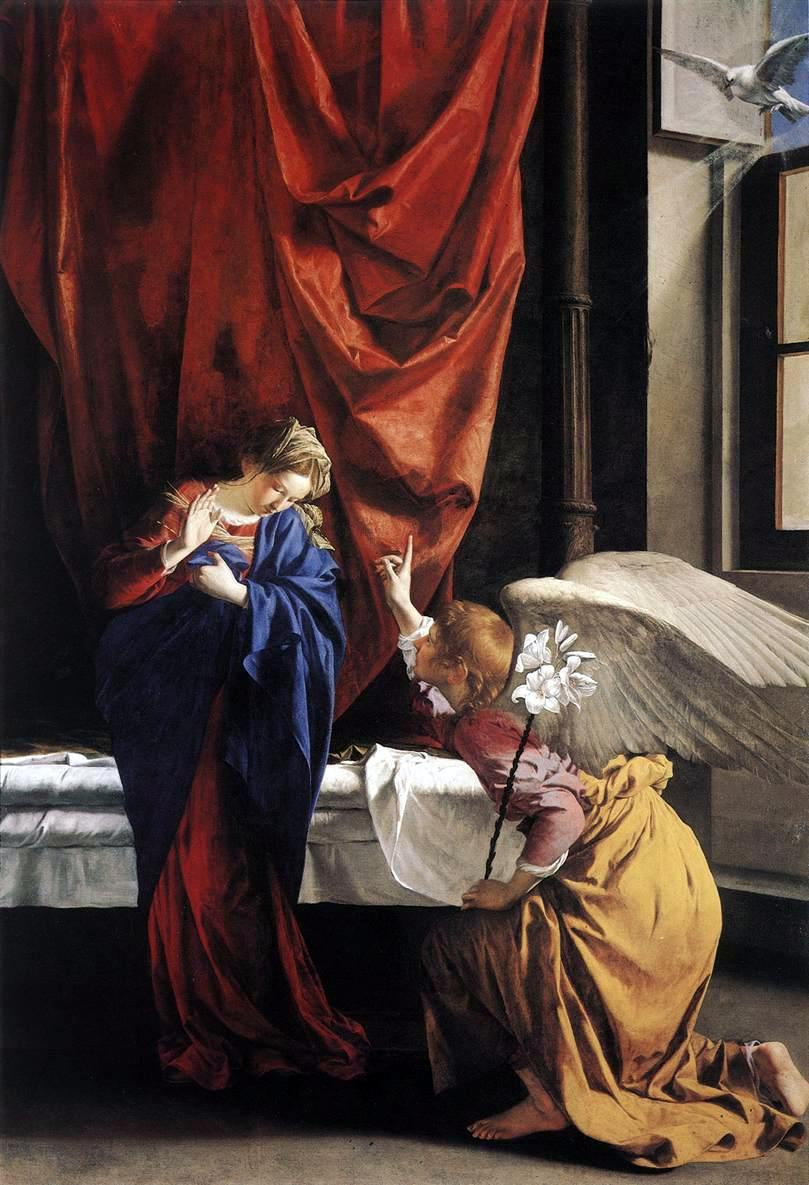
Zvěstování, asi 1623, olej na plátně, 286 x 196, Galleria Sabauda Turín

## Životopis
Velmi záhy, snad již ve svých třinácti letech, odešel Orazio do Říma, kde až do prvních let 17. století maloval obrazy ve stylu florentského manýrismu. V letech 1611–1612 spolupracoval s krajinářem Agostinem Tassim na výzdobě římského paláce Pallavicini-Rospigliosi, jehož majitelem byl známý sběratel umění kardinál Scipione Borghese. Je možné, že se podílel i na výzdobě blízkého papežského Palazzo del Quirinale, který je dnes sídlem prezidenta Italské republiky. Pracoval též na výzdobě kostelů Santa Maria Maggiore, San Nicola in Carcere, Santa Maria della Pace a San Giovanni in Laterano.
Tassi se také stal hlavní postavou nechutného, vleklého soudního sporu, poté co zneužil svého postavení učitele Oraziovy dcery Artemisie a znásilnil ji.

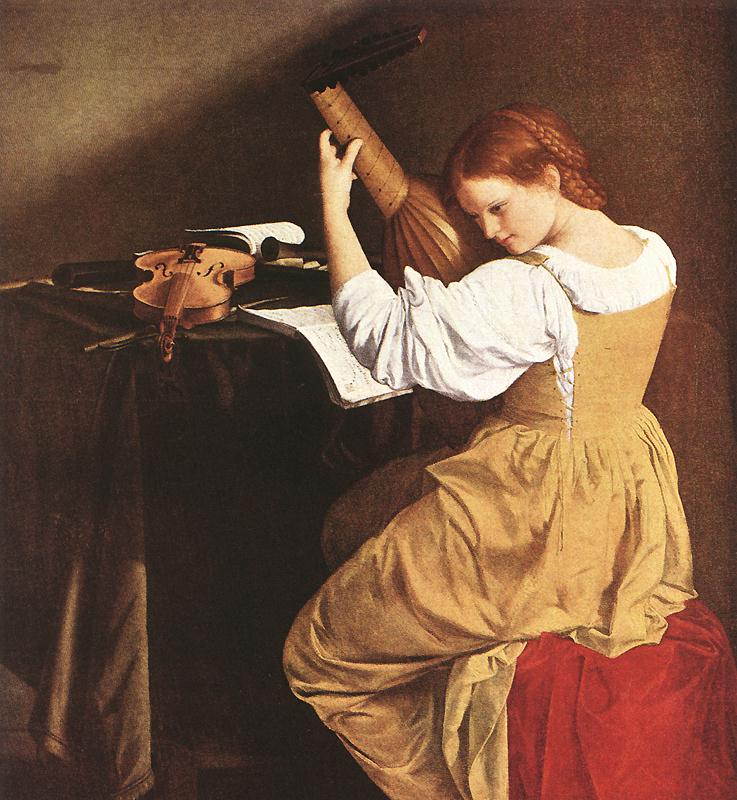
Loutnistka

Nicméně hlavní vliv na Gentileschiho tvorbu měl nejvýznamnější malíř raného baroka Caravaggio, který v posledním desetiletí 16. a prvním desetiletí 17. století též pobýval v Římě. Orazio patřil k jeho nejlepším následovníkům, takzvaným caravaggistům. Spojil Caravaggiovu techniku šerosvitu, chiaroscuro, s toskánským smyslem pro barevnost a ženský půvab. Gentileschi toho však měl se svým uměleckým vzorem společného víc. V roce 1603 byl povolán, aby o něm u soudu podal svědectví. Roku 1612 vypovídal u soudu znovu, tentokrát v již zmiňovaném procesu proti Agostinu Tassimu.
Po Caravaggiově útěku z Říma se v Oraziově malbě ještě prohloubila toskánská lyričnost charakterizovaná zvýšeným citem pro barvu a detail. Po delším pobytu v oblasti Marche na severozápadě Itálie odcestoval roku 1620 do Janova, posléze do Benátek a nakonec do Paříže ke dvoru královny Marie Medicejské.

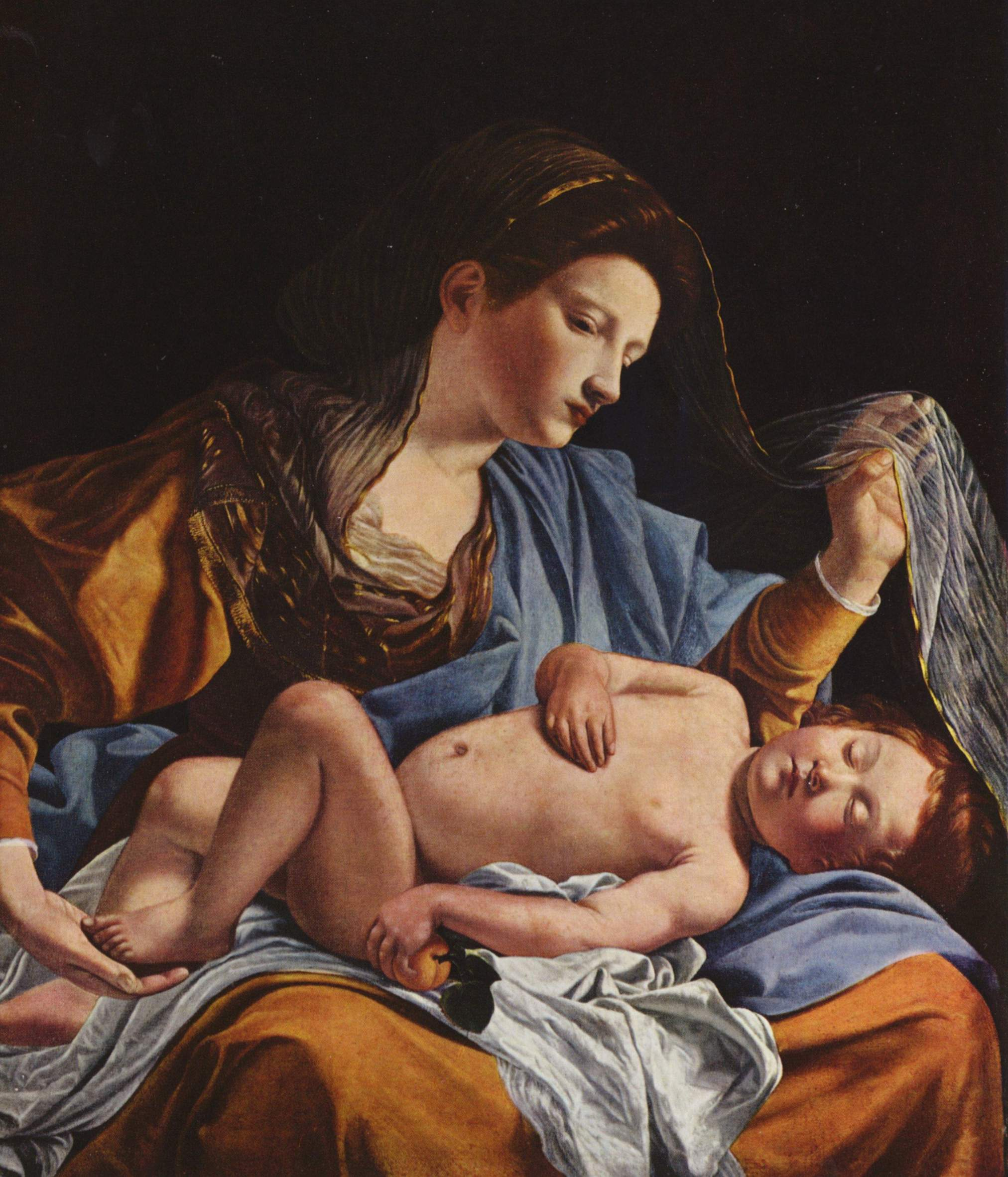
Madonna s dítětem

V roce 1626 odcestoval z Francie do Anglie, kde se stal dvorním malířem krále Karla I. . V Londýně zůstal po zbytek svého života. Jeho malířský rukopis začal být značně konvenční a přehnaně ozdobný, což však anglické šlechtě vyhovovalo. Významný vlámský malíř Van Dyck jej zahrnul do svých portrétů stovky význačných mužů. Orazio Gentileschi zemřel v Londýně 7. února 1639.

## Dílo
K nejlepším dílům Orazia Gentileschiho patří:
- Sv. Cecílie a sv. Valerián, Galleria Borghese, Řím
- David po Goliášově smrti, Palazzo Doria, Janov
- Zvěstování, Galleria Sabauda, Turín – tento obraz, namalovaný roku 1623 v Janově, je mnohými považován za Gentileschiho nejlepší dílo, jež udivuje množstvím půvabných detailů. Nepřítomnost šerosvitu ukazuje na odklon od umělcova velkého vzoru.
- Hlavním dílem Oraziova anglického období je série nástropních obrazů v Queen’s House v Greenwichi. Dnes lze tyto obrazy spatřit v Marlborough House v londýnském Westminsteru.